# Katsunuma Nobutomo
Katsunuma Nobutomo est un nom japonais traditionnel ; le nom de famille (ou le nom d'école), Katsunuma, précède donc le prénom (ou le nom d'artiste).
Katsunuma Nobutomo (勝沼 信友, ?-1535) est un samouraï de la période Sengoku. Fils de Takeda Nobutsuna, c'est un général de haut rang au service du clan Takeda de la province de Kai. Comme ses terres se trouvent dans la région Katsunuma de Kai, il utilise le shō (姓) de « Katsunuma ». Selon le compte rendu Katsuyama-ki (勝山記), il est tué au combat au cours d'une bataille contre le clan Hojo de la province de Sagami. Après sa mort, son fils Nobumoto lui succède à la tête de la famille.
Sa fille ainée est la poétesse et écrivaine de guerre Rikei.
Dans le taiga drama Fūrin Kazan diffusé par la NHK en 2007, le rôle de Nobutomo est interprété par Tsuji Kazunaga.

## Source de la traduction
- (en) Cet article est partiellement ou en totalité issu de l’article de Wikipédia en anglais intitulé « Katsunuma Nobutomo » (voir la liste des auteurs).